# Saint-Germain-le-Gaillard (Eure-et-Loir)
Saint-Germain-le-Gaillard település Franciaországban, Eure-et-Loir megyében. Lakosainak száma 372 fő (2022. január 1.). Saint-Germain-le-Gaillard Fruncé és Saint-Luperce községekkel határos.

## Népesség
A település népessége az elmúlt években az alábbi módon változott:
| Lakosok száma | 193  | 193  | 212  | 331  | 328  | 335  | 345  | 355  | 369  | 372  |
|               | 1968 | 1982 | 1990 | 2006 | 2013 | 2015 | 2017 | 2019 | 2020 | 2022 |